# Instituto de Biociências da Universidade Estadual Paulista em Rio Claro
O Instituto de Biociências (IB) é uma das unidades de ensino, pesquisa e extensão da Universidade Estadual Paulista. Está localizado no campus da Unesp Rio Claro, que possui uma área de 54 alqueires, a qual divide-se entre bosques, prédios dos departamentos e dos centros.
Oferece cursos de graduação em Ciências Biológicas, Ecologia, Educação Física e Pedagogia. Na pós-graduação, oferece os seguintes programas: Biologia Celular e Molecular, Biologia Vegetal, Ciências da Motricidade, Educação, Microbiologia Aplicada, Zoologia, Desenvolvimento Humano e Tecnologias e Ecologia e Biodiversidade.
A fundação do IB se deu em 30 de janeiro de 1976, a partir da Lei nº 952, que criou a Unesp. Com a criação da mais nova universidade, a antiga Faculdade de Filosofia, Ciências e Letras de Rio Claro foi a ela incorporada e deu lugar a dois novos institutos, o Instituto de Biociências e o Instituto de Geociências e Ciências Exatas.
Dispõe de toda infraestrutura necessária para oferecer seus cursos aos mais de 1700 alunos de graduação e pós-graduação.
Anualmente, o IB juntamente com o Instituto de Geociências e Ciências Exatas recebem cerca de 500 novos alunos.

## Incêndio em 2022
No dia 31 de agosto de 2022 um incêndio de grandes proporções tomou conta do prédio do Instituto de Biociências. O prédio tinha salas de aula, salas de professores, laboratórios, um auditório, além de outras instalações necessárias para o funcionamento do Instituto. Acervos didáticos foram destruídos durante o incêndio, além de uma coleção didática de zoologia. No início do incêndio, estudantes estavam em aula dentro do instituto. Alguns alunos notaram a temperatura elevada do prédio, perceberam o incêndio, e, por conta própria, passaram de sala em sala para avisar todos os que estavam dentro do Instituto para que evacuassem imediatamente. Não havia nenhum alarme de incêndio funcional. O prédio estava sem aval do corpo de bombeiros há muitos anos.
Nenhuma pessoa se feriu no incêndio, havendo apenas perdas materiais. O Instituto tinha uma reforma prevista para o ano de 2023 e a administração da Unesp tinha consciência que o prédio precisava de reformas. Cerca de 30% do prédio foi consumido durante o incêndio. Demorou cerca de 4 horas para o fogo ser controlado pelo Corpo de Bombeiros.
A notícia do incêndio se espalhou nacionalmente. Outras instituições se comprometeram a doar parte de seus acervos para que o Instituto de Biociências possa repor o acervo destruído.

## Departamentos
- Biologia Geral e Aplicada
- Biodiversidade
- Educação
- Educação Física